# Comitê Nacional Central (Chetniks)
O Comitê Nacional Central do Reino da Iugoslávia,  também conhecido pela abreviatura iugoslava CNK (Servo-croata: Централни национални комитет Краљевине Југославије, Centralni nacionalni komitet Kraljevine Jugoslavije),  foi um órgão consultivo do Exército Iugoslavo na Pátria (comumente conhecido como Chetniks) estabelecido durante a Segunda Guerra Mundial em agosto de 1941 pelo grupo de representantes políticos de todos os partidos da oposição pré-guerra.

## Prelúdio
Após a curta Guerra de Abril de 1941, as forças do Eixo rapidamente ocuparam e destruíram o Reino da Iugoslávia. Um pequeno grupo de oficiais iugoslavos, liderados por Draža Mihailović, não aceitou a capitulação do Exército iugoslavo e organizou a resistência no seu quartel-general em Ravna Gora. Assim que a notícia sobre este movimento de resistência chegou a Belgrado, muitos intelectuais e membros de partidos políticos não-comunistas apoiaram-no.  Esse grupo passou a ser o núcleo do CNK, que coordenava suas atividades com a sede. 

## Estabelecimento
O CNK foi criado no final de agosto de 1941 como órgão consultivo.  Segundo algumas fontes, o CNK foi criado em setembro de 1941. 
Os Chetniks estabeleceram a Equipe de Montanha nº 1 e o Comitê Nacional Central, formando a substância ideológica do movimento Chetnik - Pela Democracia, Contra Todas as Ditaduras - seu objetivo para a guerra. O CNK era composto pelos representantes políticos de todos os partidos da oposição anteriores à guerra.
Os membros do seu Conselho Executivo eram Dragiša Vasić, Mladen Mlađa Žujović e Stevan Moljević.  Depois de algum tempo, comitês regionais foram estabelecidos em Montenegro (Servo-croata:  Комитет црногорских националиста, Komitet crnogorskih nacionalista) e em Split (Servo-croata: Српски национални комитет, Srpski nacionalni komitet). Embora apoiassem Mihailović, não estavam diretamente subordinados ao CNK.

## Atividades
O CNK não teve particular importância.  A Diretoria Executiva esteve ativa apenas nos primeiros dois anos.  No início de 1943, o CNK foi ampliado e juntou-se Aleksandar Aksentijević, Đuro Đurović, Mustafa Mulalić e Đuro Vilović. 
O CNK começou com a resistência às forças de ocupação do Eixo. 

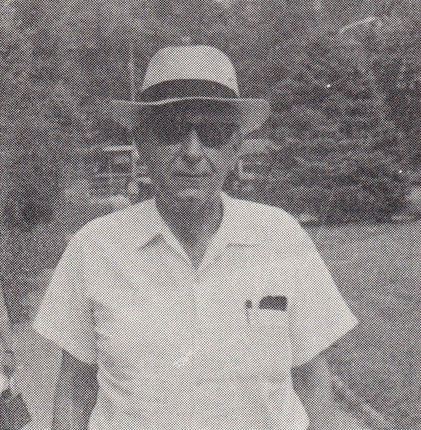
Foto de Đura Đurović, secretário da Diretoria Executiva do CNK e editor de seu órgão oficial "Glas Jugoslavije"

De acordo com as decisões do Congresso de Ba, o CNK foi designado para adquirir responsabilidade política e cooperar com os Aliados até à libertação dos Fascistas e Comunistas e com o governo da futura Federação Iugoslava composta pela Sérvia, Croácia e Eslovénia. O vice-presidente do CNK foi Mustafa Mulalić. Ele esperava reunir todos os simpatizantes muçulmanos da Federação Iugoslava, conforme projetado pelos Chetniks.
O órgão oficial do CNK era Glas Jugoslavije ("Voz da Iugoslávia"), iniciado em 10 de julho de 1944.  Foi editado pelo Conselho Executivo do CNK, principalmente pelo Dr. Đura Đurović, que foi secretário do conselho entre junho e setembro  de 1944. 

## Dissolução
Enfrentando a entrada de tropas pró-partidárias do Exército Vermelho na Iugoslávia ocupada pelo Eixo, o CNK decidiu seguir o conselho dos EUA para reunir suas forças em Banja Luka e aguardar a invasão das forças aliadas na costa da Dalmácia e sua infiltração na Bósnia e outras partes da Iugoslávia. Em 21 de fevereiro de 1945, Pavle Đurišić organizou uma conferência e o grupo decidiu retirar-se para a Eslovénia até que fosse alcançada uma situação política mais favorável para a sua causa nacional, convidando Mihailović e o CNK a seguirem as suas conclusões.  Na ausência de resposta de Mihailović, em 1 de março de 1945, Đurišić organizou uma nova conferência do "Comitê Nacional de Comandantes Militares Superiores e Intelectuais de Montenegro, Boka e Old Ras" que chegou às mesmas conclusões.  Mihailović e CNK rejeitaram as decisões desta conferência e condenaram Đurišić. 
Alguns membros do CNK, incluindo o seu presidente Dragiša Vasić, juntaram-se a Đurišić e iniciaram a sua viagem em direção à Eslovênia, contrariando as decisões de Mihailović. Após a Batalha do Campo de Lijevče, todos foram capturados e, juntamente com Đurišić e outros oficiais Chetnik capturados, levados para o campo de extermínio de Jasenovac, onde foram todos mortos em abril de 1945. 

## Consequências
Muitos autores enfatizam que Stevan Moljević e seu trabalho "Sérvia Homogênea" desempenharam um papel crucial na preparação de um conjunto coerente de objetivos da guerra Chetnik, com o estabelecimento da Grande Sérvia como um dos objetivos mais importantes da guerra Chetnik. John R. Lampe apontou para o status secundário do Comitê Nacional Central e a ascensão de Moljević à proeminência neste comitê apenas em 1943, já que detalhes significativos minaram a percepção de que a "Sérvia Homogênea" de Moljević era a peça central do conjunto coerente de objetivos de guerra dos Chetniks. 